# 駒姫

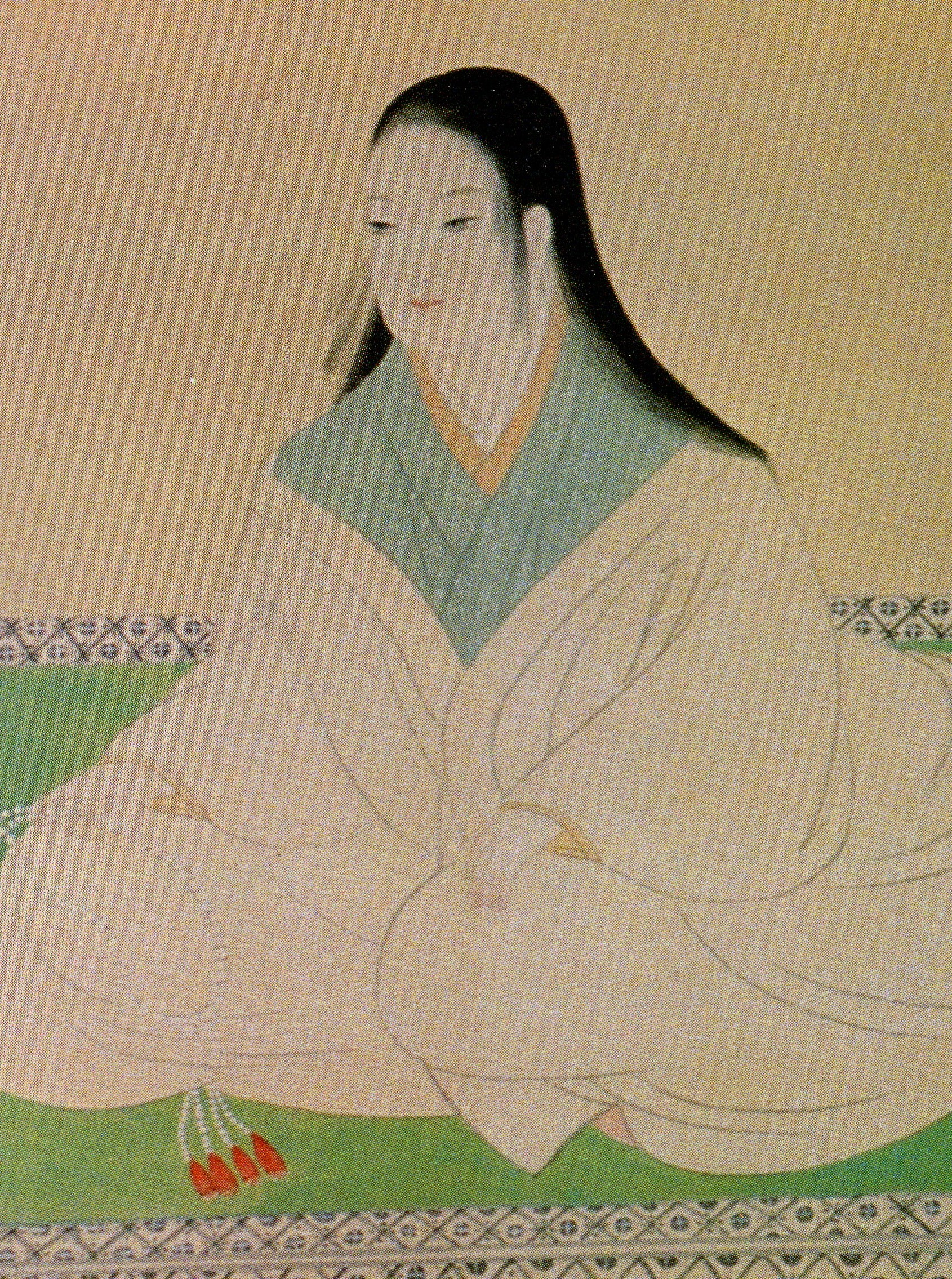
駒姫像（専称寺蔵）

駒姫（こまひめ、天正7年（1581年） - 文禄4年8月2日（1595年9月5日））は、安土桃山時代の女性。別名は、伊万（いま）。
最上義光と釈妙英（大崎義直の娘）との間の次女で、羽柴（豊臣）秀次の側室候補。伊達政宗の従妹に当たる。彼女の名は御駒山からとられている。

## 生涯
一般的には、豊臣秀次に見初められて側室になった事で知られているが、その詳細については資料によって記述が異なる為、正確なところは分かっていない。
同時代を生きた伊達成実による『成実記』では、駒姫は最上義光によって秀次に献上されたとあり、その行為から義光は「天下の嘲弄」を買ったと記されている。江戸時代中期に成立した『奥羽永慶軍記』では、逆に秀次が、東国一の美少女と名高かった駒姫の噂を聞き、側室に差し出すよう義光に迫り、義光は断ったものの度重なる要求に折れ、15歳になったら娘を山形から京へと嫁がせる約束をしたと記述している。奥羽永慶軍記がそう記述した根拠は不明であるが、以降の軍記物では奥羽永慶軍記の説を踏襲する事が多くなり、現代でも秀次による求婚説が一般的に語られている。
文禄4年（1595年）、駒姫は京に到着し、最上屋敷で長旅の疲れを癒していたところ、7月15日に秀次は豊臣秀吉の命により高野山で切腹させられた（自害したとも）。そして、駒姫も8月2日に他の秀次の側室達と共に、三条河原に引き立てられ、11番目に処刑された。このとき、まだ実質的な側室になる前だったといわれている。『太閤記』によると、父の義光が必死で助命嘆願に廻り、各方面からも処刑せぬようにと声があがった。秀吉もついにこれを無視できなくなり、「鎌倉で尼にするように」と早馬を処刑場に派遣した。しかし、あと一町（およそ100ｍほど）の差で間に合わなかったとされる。享年は15歳とされているが、19歳とする資料もある。法名は「諦雲院殿誓聴大姉」。『最上源代々過去帳』は諦雲院誓聴日東大姉、『最上家譜』は妙法院華萼蓮心大姉とする。
辞世の句は、
「罪なき身を世の曇りにさへられて共に冥土に赴くは五常のつみもはらひなんと思ひて 罪をきる弥陀の剣にかかる身の なにか五つの障りあるべき」
（罪なき私の身も、世の中のよこしまな動きに邪魔されているが、みんなともに冥土にいったならば五つの徳目に背いた罪もなくなるだろうと思って、罪を切る弥陀の剣にかかる我が身､どうして成仏できない五つの差し障りなどあるでしょうか、きっと極楽浄土にいけることでしょう）。
この辞世は彼女愛用の着物で表装され、他の処刑者のものとともに京都国立博物館に保存されている。複製品は京都・瑞泉寺、山形市・最上義光歴史館で見ることができる。
彼女らの遺体は遺族が引き渡しを願ったが許されず、その場で掘られた穴に投げ込まれ、さらにその上に「秀次悪逆塚」と刻まれた碑が置かれた。そのむごたらしさに都人は浅ましいとも何とも言いようがない思いを感じたと伝わるが、その一方で省みる者はいなかったとも伝わっている。

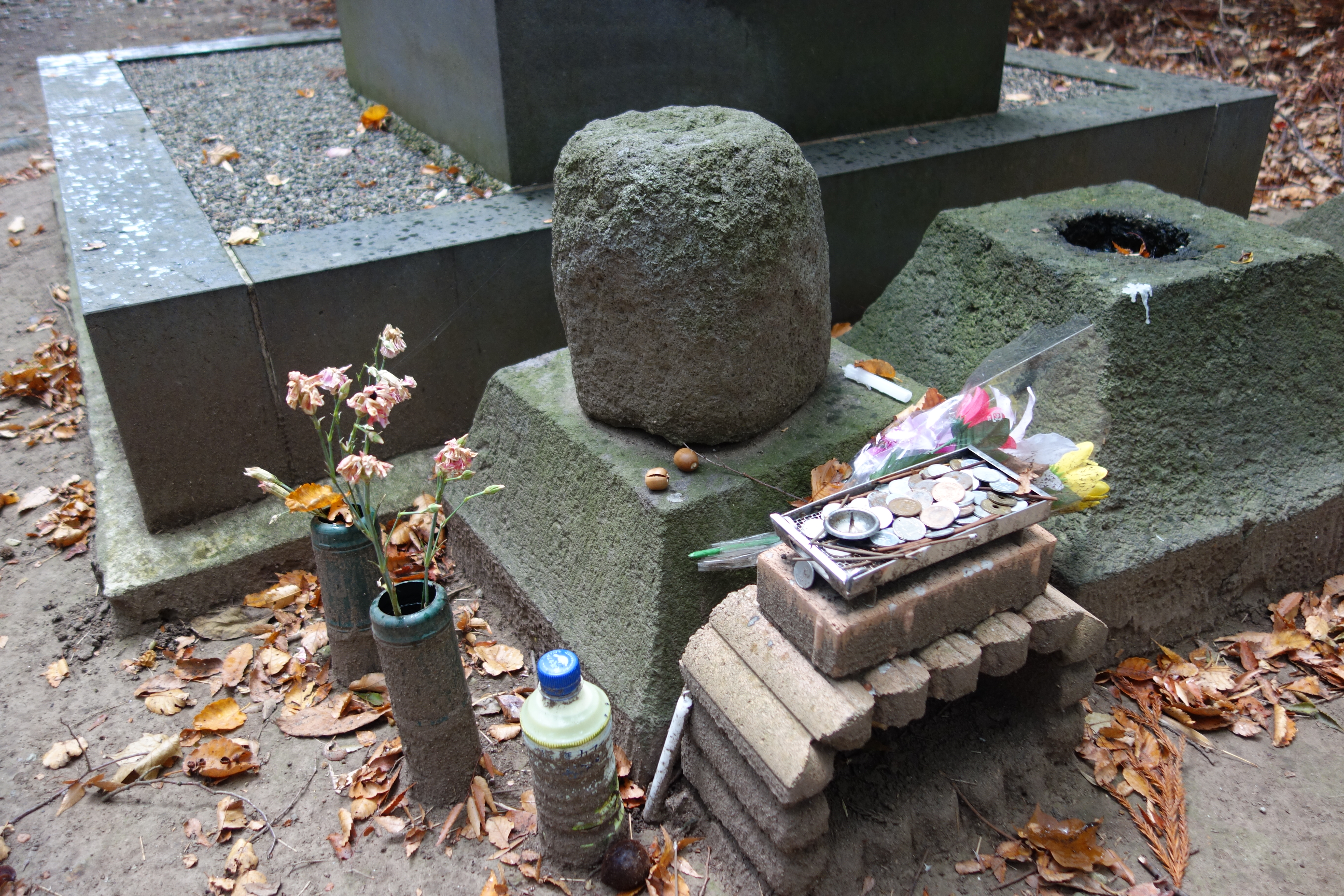
駒姫の黒髪塚（専称寺）

娘の死を聞いた母の大崎夫人も、処刑の14日後の8月16日に亡くなった。死因は記録されていないが、娘の跡を追って自害した可能性が高いと推測されている。義光の憤激と悲嘆も激しく、この悲劇がのちに義光が関ヶ原の戦いで東軍に属する伏線になったとする指摘もある。駒姫の死の翌年、義光は高擶で布教中の真宗僧乗慶に帰依、専称寺を山形城下に移し、駒姫と大崎夫人の菩提寺とした。さらに慶長3年（1598年）、八町四方の土地と寺領14石を寄進し城下最大の伽藍を建立、敷地に村山地方の真宗寺院十三ケ寺を塔頭として集め、のちに寺町と呼ばれるようになる町を整備した。この寺には、山形城より駒姫の居室が移築されており、大崎夫人像とともに彼女の肖像画が保存されている。なお、広く知られている彼女の肖像画は大正期に描かれたものである。

## 駒姫が登場する作品

### テレビドラマ
- 独眼竜政宗（1987年・NHK大河ドラマ 演：坂上香織）

### 舞台作品
- SORAは青い（2019年 演：平松可奈子）

### 出版作品
- 細川ガラシャ ～悲劇のキリシタン夫人～ ５０人の人物で時代を読み解く新週刊マンガ日本史朝日ジュニアシリーズ（2011/3/29発売）
- 遠つ迷い路（著 河村恵利）2011/8/16
- 戦国姫～花の巻～（著 藤咲あゆな）2012/3/5発売
- 北天に楽土あり 最上義光伝（著 天野純希）2015/10/9発売
- 駒姫 三条河原異聞（著 武内涼）2017/1/20発売

### 歴史再現映像
- 歴史秘話ヒストリア 「戦国一のワル？山形・最上兄妹の素顔」（NHK総合、2016年11月18日放送)
- 歴史探偵「戦国ご当地大名シリーズ 最上義光」（NHK総合、2024年10月9日放送 演：大出菜々子）